# Clistopyga
Clistopyga ist eine Schlupfwespengattung in der Unterfamilie Pimplinae. Das Taxon geht auf den Entomologen Carl Gravenhorst im Jahr 1829 zurück. Der Gattungsname setzt sich aus den altgriechischen und griechischen Begriffen κλειστό (clisto) für „geschlossen“ oder „schließbar“ und οὐρά (pyga) für „Hinterteil“ zusammen. Typusart ist Ichneumon incitator Fabricius, 1793.

## Taxonomie
Ursprünglich wurde die Gattung der Tribus Polysphinctini zugeordnet. Gauld (1991) verschob die Gattungen der Polysphinctini in die Tribus Ephialtini als Teil der Tromatobia-Gattungsgruppe. Auf der Basis phylogenetischer Studien der Pimplinae wurden die Gattungen Clistopyga, Tromatobia und Zaglyptus zusammen mit weiteren von Gauld et al. (2002) in die Sericopimpla-Gattungsgruppe verschoben. Analysen aus dem Jahr 2006 deuten darauf hin, dass Clistopyga am nächsten mit Zaglyptus verwandt ist und diese beiden Gattungen eine Schwestergruppe zur monophyletischen Polysphincta-Gattungsgruppe mit Tromatobia an deren Basis der Klade bilden.

## Merkmale
Die kleinen bis moderat großen schlanken Schlupfwespen haben Vorderflügellängen zwischen 3,2 und 11 mm. Die weiblichen Schlupfwespen der Gattung Clistopyga lassen sich durch folgende Merkmalskombination von denen anderer Gattungen der Ephialtini unterscheiden: Die Vorderflügel weisen keine Ader 3rs-m auf und haben somit kein geschlossenes Areolet (kleine Zelle). Das hintere Tarsenglied 5 ist nicht verbreitert mit dem Arolium nicht deutlich über die Klauen hinausragend. Der Hinterhauptkiel ist immer vorhanden und gleichmäßig konvex oder selten schwach geneigt. Die Mandibeln haben einen dorsalen Zahn, der länger als der ventrale Zahn ist und nie nach oben gebogen ist. Der Kiel am Praepectus (epicnemial carina) ist vorhanden und gewöhnlich deutlich ausgeprägt. Das Propodeum ist glatt oder fein mikroskulptiert sowie moderat lang, nie mit auffälligen posterolateralen Schwellungen, mit den meisten Kielen reduziert, gewöhnlich mit einem lateralen Längskiel hinten. Die weiblichen Tarsalkrallen besitzen einen spitzen Basallappen. Die Subgenitalplatte ist groß und vorspringend, gleichmäßig sklerotisiert und leicht konvex. Der Legebohrer ist gleichmäßig oder im apikalen Bereich 0,3–0,5 abrupt nach oben gebogen (selten robust, gerade oder leicht nach unten gebogen). Die Spitze des Legebohrers hat höchstens kleine Zähne auf der dorsalen Oberfläche der ventralen Bohrerklappe.

## Lebensweise
Die Schlupfwespen der Gattung Clistopyga sind gregäre Ektoparasitoide, die sich in Spinnen-Eikokons entwickeln. Die weibliche Schlupfwespe sticht mit ihrem Legebohrer ein Ei oder mehrere Eier in das Wirts-Eikokon. Die Schlupfwespenlarven ernähren sich von der Wirtsbrut.

## Systematik
Die Gattung Clistopyga ist fast weltweit verbreitet mit der australischen Region als große Ausnahme. Sie umfasst mehr als 60 beschriebene Arten, davon etwa 40 in der Neotropis.
- Clistopyga aenigmatica Bordera et al., 2014 – Neotropis (Mexiko)
- Clistopyga africana Benoit, 1956 – Südafrika
- Clistopyga albovittata Bordera, Palacio & Martínez, 2019 – Neotropis
- Clistopyga alutaria Townes, 1960 – östliche Nearktis
- Clistopyga amazonica Bordera & Sääksjärvi, 2016 – Neotropis (Brasilien)
- Clistopyga arctica Kusigemati, 1985 – Japan
- Clistopyga arizonica Bordera & Gonzalez-Moreno, 2014 – Arizona
- Clistopyga atrata Cushman, 1921 – westliche Nearktis
- Clistopyga californica Khalaim & Hernandez, 2008 – Nearktis, Mexiko
- Clistopyga calixtoi Gauld, 1991 – Neotropis (Mittelamerika)
- Clistopyga canadensis Provancher, 1880 – Holarktis
- Clistopyga caramba Castillo & Sääksjärvi, 2015 – Neotropis
- Clistopyga carinata Palacio, Bordera & Díaz, 2019 – Neotropis
- Clistopyga carvajali Gauld, Ugalde & Hanson, 1998 – Neotropis (Costa Rica)
- Clistopyga catarina Bordera & Palacio, 2019 – Neotropis
- Clistopyga chaconi Gauld, 1991 – Neotropis (Costa Rica)
- Clistopyga cinnamoptera Bordera & Sääksjärvi, 2016 – Neotropis
- Clistopyga crassicaudata Palacio, Bordera, Sääksjärvi & Díaz, 2018 – Neotropis
- Clistopyga cuscoensis Bordera, Castillo & Sääksjärvi, 2016 – Neotropis
- Clistopyga declinata Palacio, Bordera & Díaz, 2019 – Neotropis
- Clistopyga diazi Porter, 1979 – Neotropis
- Clistopyga eldae Gauld, 1991 – Neotropis (Costa Rica)
- Clistopyga emphera Kusigemati, 1985 – Japan
- Clistopyga fernandezi Gauld, 1991 – Neotropis (Costa Rica)
- Clistopyga hayesiana Bordera & Sääksjärvi, 2016 – Neotropis (Brasilien)
- Clistopyga henryi Gauld, 1991 – Neotropis (Mittelamerika)
- Clistopyga incitator (Fabricius, 1793) – Paläarktis (Europa, Korea), Afrotropis[2]
- Clistopyga isayae Palacio, Bordera & Sääksjärvi & Díaz, 2018 – Neotropis
- Clistopyga jakobii Graf, 1985 – Neotropis (Brasilien)
- Clistopyga juliana Bordera & Gonzalez-Moreno, 2014 – Mexiko
- Clistopyga kalima Palacio, Bordera, Sääksjärvi & Díaz, 2018 – Neotropis
- Clistopyga kenyensis Varga, 2021 – Afrotropis (Kenia)
- Clistopyga laevis Kasparyan, 1981 – Westpaläarktis
- Clistopyga lapacensis Bordera, Palacio & Martínez, 2019 – Neotropis (Bolivien)
- Clistopyga latrifrontalis (Uchida, 1941) – Japan
- Clistopyga longifemoralis Varga & Reshchikov, 2015 – Orientalis (Thailand)
- Clistopyga lopezrichinii (Blanchard, 1941) – Neotropis (Argentinien)
- Clistopyga maculifrons Cushman, 1922 – östliche Nearktis
- Clistopyga manni Cushman, 1922 – westliche Nearktis, Mexiko
- Clistopyga marcapatensis Bordera & Palacio, 2019 – Neotropis (Peru)
- Clistopyga maya Bordera et al., 2014 – Mexiko
- Clistopyga melanoptera Castillo, Sääksjärvi & Bordera, 2016 – Neotropis (Brasilien)
- Clistopyga misionensis Bordera & Sääksjärvi, 2016 – Neotropis (Argentinien)
- Clistopyga mocaguae Palacio & Bordera, 2016 – Neotropis (Kolumbien)
- Clistopyga moraviae Gauld, Ugalde & Hanson, 1998 – Neotropis (Costa Rica)
- Clistopyga nigrifrons Cushman, 1921 – westliche Nearktis, Mexiko
- Clistopyga nigriventris Palacio, Bordera, Sääksjärvi & Díaz, 2018 – Neotropis (Kolumbien)
- Clistopyga oaxacana Bordera et al., 2014 – Mexiko
- Clistopyga orellanae Bordera & Sääksjärvi, 2016 – Neotropis (Ecuador)
- Clistopyga panchei Palacio, Bordera, Sääksjärvi & Díaz, 2018 – Neotropis (Kolumbien)
- Clistopyga polita Bordera & Palacio, 2019 – Neotropis (Ecuador)
- Clistopyga porteri Bordera & Sääksjärvi, 2016 – Neotropis (Brasilien)
- Clistopyga recurva (Say, 1835) – Nearktis, Mexiko
- Clistopyga rondoniae Bordera & Sääksjärvi, 2016 – Neotropis (Brasilien)
- Clistopyga rufator Holmgren, 1856 – Westpaläarktis (Europa)
- Clistopyga rugulosa Kusigemati, 1985 – Japan
- Clistopyga sauberi Brauns, 1898 – Westpaläarktis (Europa)
- Clistopyga speculata Bordera, Palacio & Martínez, 2019 – Neotropis (Chile)
- Clistopyga splendida Palacio, Bordera, Sääksjärvi & Díaz, 2018 – Neotropis (Kolumbien)
- Clistopyga stanfordi Gauld, 1991 – Neotropis (Costa Rica)
- Clistopyga sziladyi Kiss, 1959 – Westpaläarktis (Ukraine)
- Clistopyga taironae Palacio, Bordera, Sääksjärvi & Díaz, 2018 – Neotropis (Kolumbien)
- Clistopyga teresitae Palacio, Bordera & Díaz, 2019 – Neotropis (Kolumbien)
- Clistopyga yabuquensis González-Moreno, Bordera & Sääksjärvi, 2016 – Neotropis (Mexiko)

## Bilder

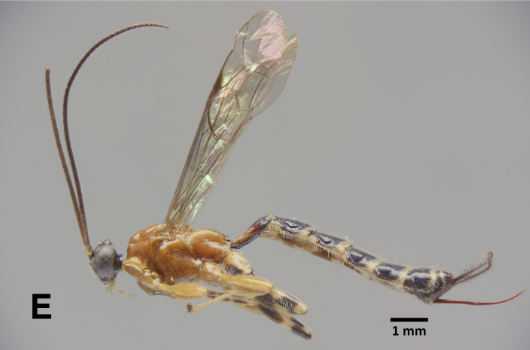
Clistopyga amazonica ♀
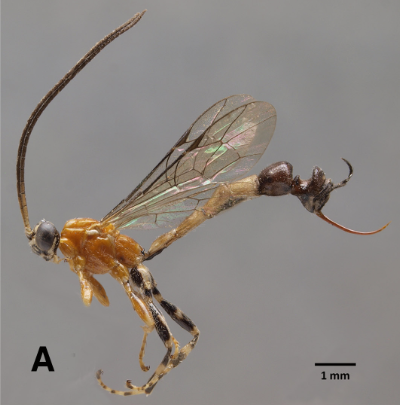
Clistopyga caramba ♀
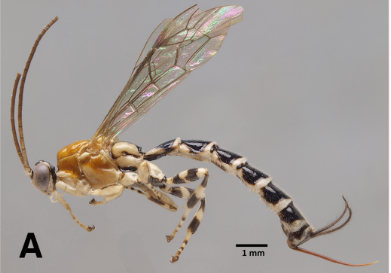
Clistopyga chaconi ♀
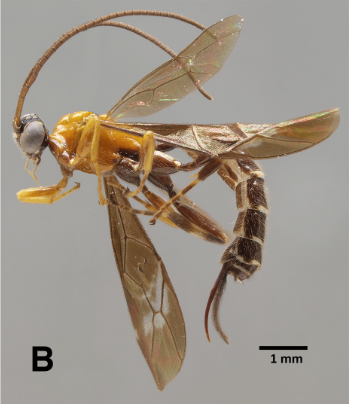
Clistopyga cinnamoptera ♀
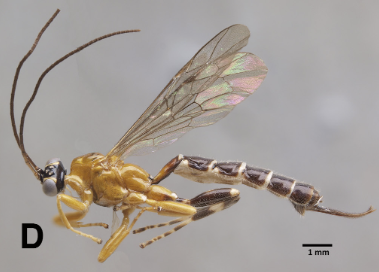
Clistopyga cuscoensis ♀